# Chiesa cattolica in Libia

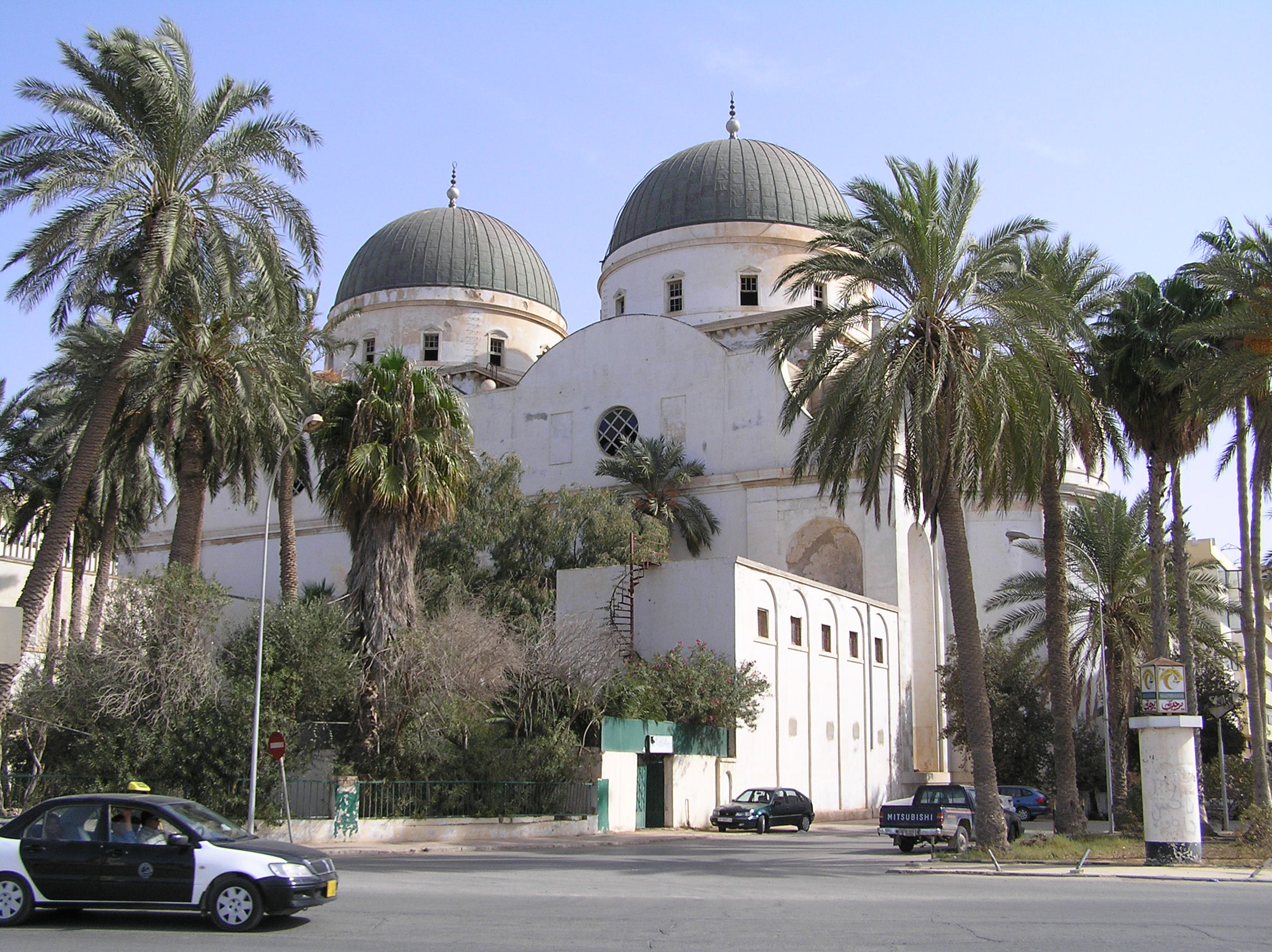
L'ex cattedrale di Bengasi.

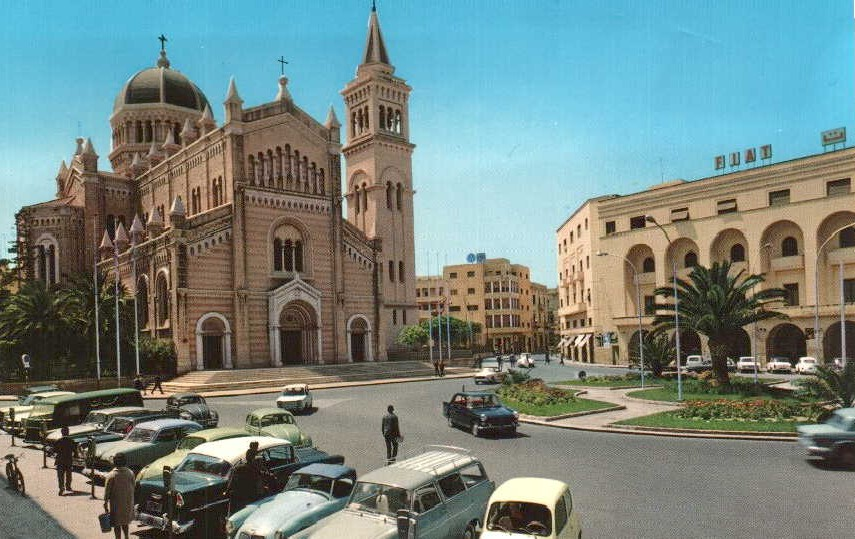
L'ex cattedrale di Tripoli (oggi moschea di Piazza Algeria) nel 1960

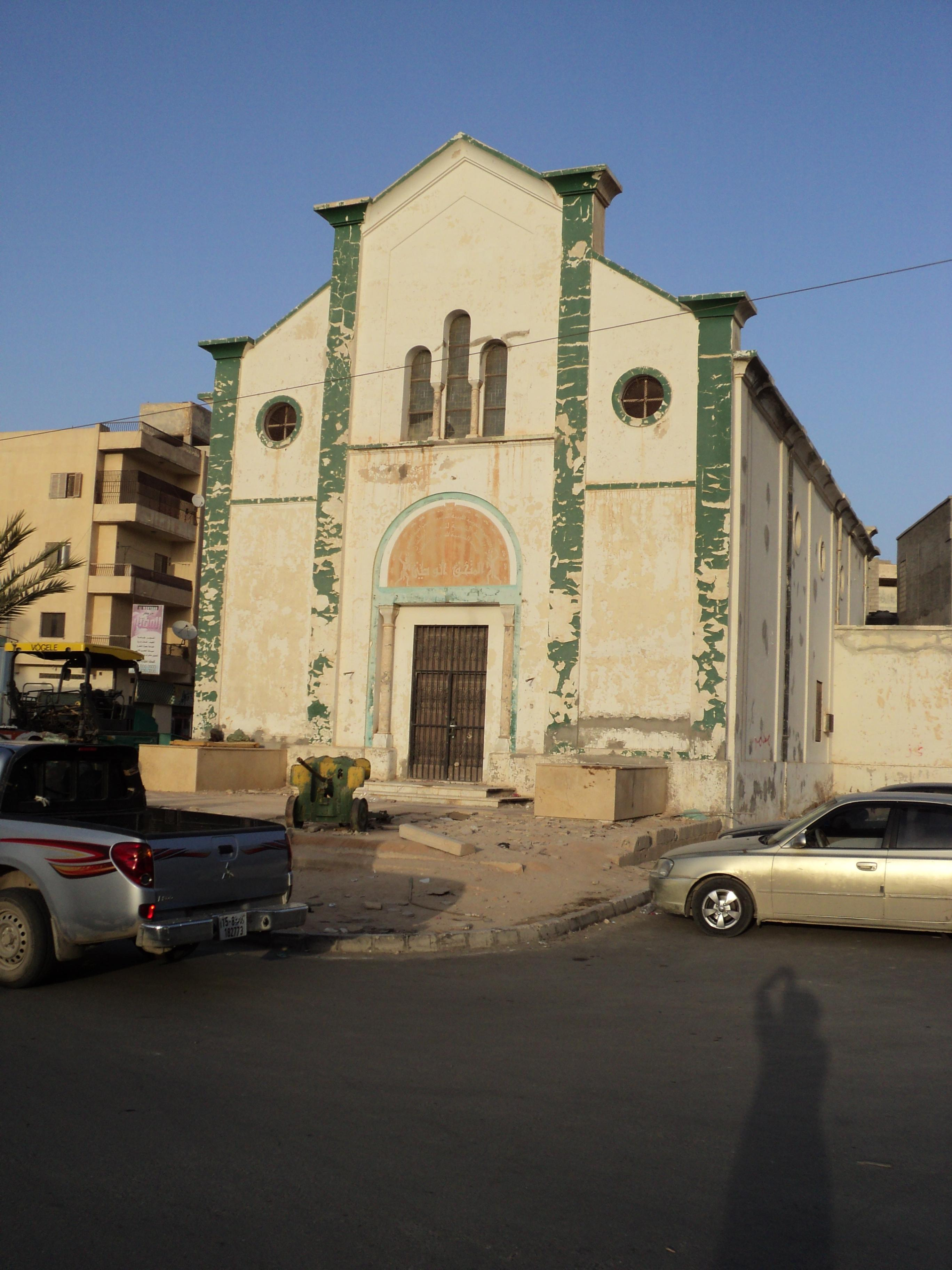
L'ex chiesa cattolica di Tobruk, oggi sede del Museo Nazionale

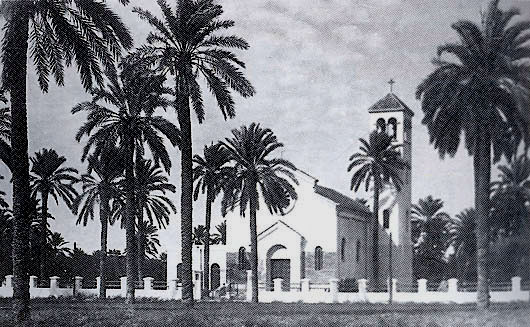
L'ex chiesa cattolica di Zliten, anni '30

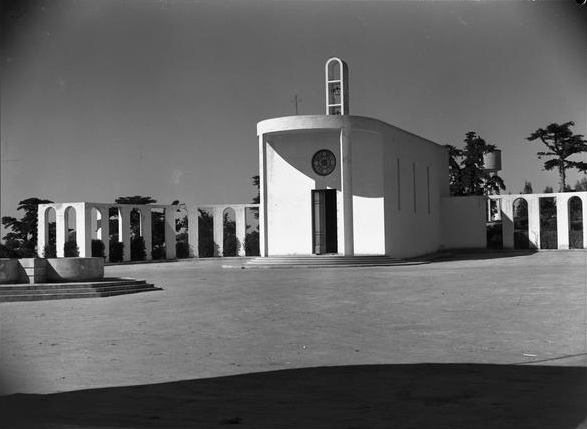
Chiesa del villaggio Luigi Razza, oggi Massah (1940)

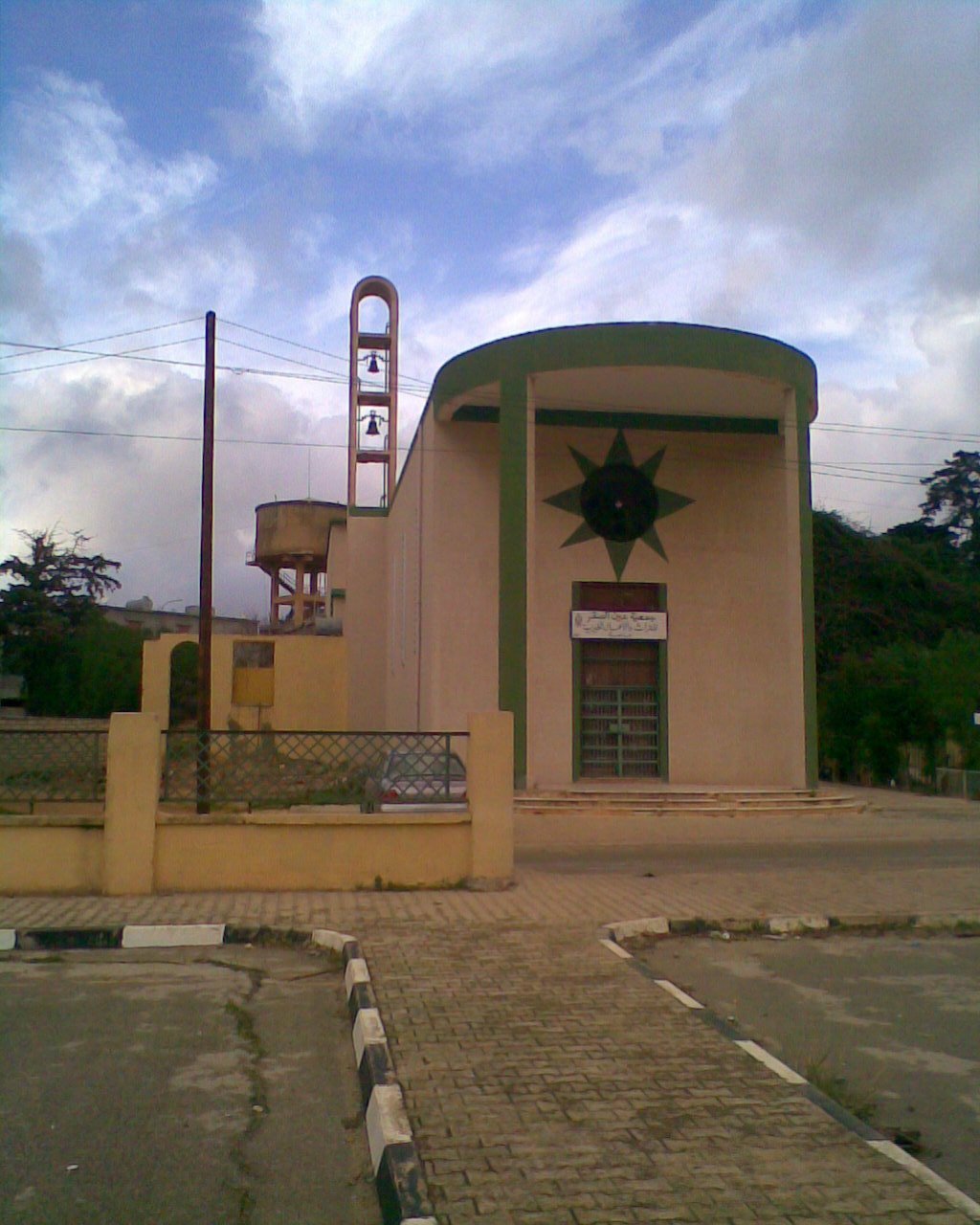
Sede dell'associazione culturale Ain as Saqr nell'ex chiesa di Massah

La Chiesa cattolica in Libia è parte della Chiesa cattolica universale in comunione con il vescovo di Roma, il Papa.

## Storia
Il cristianesimo nell'attuale Libia fonda le sue radici agli inizi stessi dell'era cristiana. Il vangelo ricorda un certo Simone di Cirene che aiutò Gesù a portare la croce al Golgota. Gli Atti degli Apostoli affermano che il giorno della Pentecoste, vi erano a Gerusalemme fedeli provenienti da Cirene (At 2,10). Secondo la tradizione della Chiesa copta, san Marco sarebbe originario di Cirene e convertì molti suoi concittadini prima di fondare la chiesa di Alessandria in Egitto. Ritornato a Cirene, Marco avrebbe consacrato il primo vescovo della città, san Lucio, che subì il martirio ad Alessandria, dopo una sommossa popolare il 25 aprile 68.
Dopo Lucio di Cirene, non vi è traccia di vescovi in quella regione antecedente la prima metà del IV secolo. Nel Martirologio romano troviamo il nome di Teodoro, vescovo di Cirene, che fu martirizzato nel 302, un altro Teodoro assieme al diacono Ireneo e ai lettori Serapione e Ammonio subirono il martirio il 26 marzo 319. Uno dei martiri più famosi della persecuzione di Diocleziano, era santa Cirilla, una nobile ragazza di Cirene. La Cirenaica però non offrì solo santi al cristianesimo: infatti era originario di Tolemaide il sacerdote Ario, le cui dottrine religiose furono condannate come eretiche nel primo Concilio di Nicea.
Uno dei vescovi più famosi della Cirenaica nel V secolo fu Sinesio, vescovo di Tolemaide. Vescovi della Pentapoli nella regione di Cirene erano presenti ai concili di Efeso (431), Calcedonia (451) e Costantinopoli (553).
Mentre la chiesa della Cirenaica era legata a quella egiziana di Alessandria, il cristianesimo della Tripolitania si legò alla chiesa di Cartagine nell'attuale Tunisia. Secondo la tradizione il primo papa africano, Vittore I, sarebbe originario della Tripolitania. Tra le principali sedi episcopali di questa regione si ricordano Leptis Magna, Oea (Tripoli) e Sabrata.
Con l'avvento dell'islam il cristianesimo scompare dalle coste meridionali del Mediterraneo. Bisognerà attendere il Medioevo per rivedere una presenza cristiana in Libia. All'inizio del XIII secolo i cristiani non sono più indigeni, ma al contrario sono stranieri principalmente mercanti e marinai provenienti da Pisa, Genova e Malta. Come altrove in Nordafrica i cristiani erano perseguitati in queste regioni, e, a causa della loro fede, fatti schiavi: e fu proprio per sostenere ed aiutare gli schiavi cristiani che, dalla prima metà del XVII secolo, ricompaiono in Libia i missionari europei. Con il permesso del sultano di Costantinopoli nel 1645 nella medina di Tripoli è costruita la basilica di Nostra Signora degli Angeli; alcuni anni prima, nel 1630, la Santa Sede eresse la prefettura apostolica di Tripoli, divenuto, alla fine dell'Ottocento, vicariato apostolico della Libia.
Con la conquista italiana della Libia e la politica di emigraziane attuata dal governo fascista, aumentò considerevolmente il numero di cattolici nel Paese. La Santa Sede passò quindi ad istituire altre circoscrizioni ecclesiastiche: Bengasi nel 1927, Derna e Misurata nel 1939.
La perdita delle colonie italiane dopo la seconda guerra mondiale, la rivoluzione del 1969 e l'espulsione degli italiani nel 1970, hanno modificato l'identità della Chiesa libica, che oggi si presenta con un volto più afro-asiatico che europeo. In seguito alla guerra civile libica del 2011, la presenza cattolica nel Paese è notevolmente diminuita per la fuga all'estero dei molti lavoratori stranieri: se per l'anno 2010, l'Annuario Pontificio indicava la presenza di circa 156.000 cattolici, per l'anno 2014 lo stesso Annuario segnala la presenza di 56.000 fedeli. Anche molte congregazioni religiose femminili, che lavoravano per lo più negli ospedali, hanno lasciato la Libia per l'instabilità e le minacce ricevute.

## Organizzazione ecclesiastica
La Chiesa cattolica comprende circa 56.000 persone, perlopiù di origine non libica, una percentuale inferiore allo 0,75% della popolazione. Non esistono diocesi cattoliche attive, ma vi sono quattro giurisdizioni territoriali: tre vicariati apostolici e una prefettura apostolica:
- Vicariato apostolico di Tripoli
- Vicariato apostolico di Bengasi
- Vicariato apostolico di Derna
- Prefettura apostolica di Misurata

Questa suddivisione è tuttavia puramente teorica, essendo le sedi di Derna e Misurata (vacanti rispettivamente dal 1948 e dal 1969) affidate in amministrazione rispettivamente ai vicari di Bengasi e Tripoli e ritenute di fatto parti integranti di queste due circoscrizioni; dagli anni Sessanta l'Annuario Pontificio non riporta nemmeno i dati statistici, che sono inclusi in quelli del vicariato di Tripoli.
Gli ordinari della Libia sono membri della Conferenza episcopale regionale del Nordafrica, che raggruppa gli episcopati di Marocco, Algeria, Tunisia, Libia e Sahara Occidentale.

## Nunziatura apostolica
Le relazioni diplomatiche tra Santa Sede e governo libico sono state instaurate il 10 marzo 1997 con il breve Ad firmiores reddendas di papa Giovanni Paolo II. Prima di questa data gli interessi della Chiesa cattolica in Libia erano garantiti, fin dal 1965, dal delegato apostolico con sede ad Algeri. Dal 1995 il rappresentante pontificio risiede a Malta.

### Delegati apostolici
- Sante Portalupi, arcivescovo titolare di Cristopoli (1976 - 15 dicembre 1979 nominato nunzio apostolico in Portogallo)
- Gabriel Montalvo Higuera, arcivescovo titolare di Celene (18 marzo 1980 - 12 giugno 1986 nominato pro-nunzio apostolico in Jugoslavia)
- Giovanni De Andrea, arcivescovo titolare di Acquaviva (22 novembre 1986 - 26 agosto 1989 nominato vicepresidente dell'Ufficio del Lavoro della Sede Apostolica)
- Edmond Y. Farhat, arcivescovo titolare di Biblo (26 agosto 1989 - 18 marzo 1995 dimesso)
- José Sebastián Laboa Gallego, arcivescovo titolare di Zarai (18 marzo 1995 - 10 marzo 1997 nominato nunzio apostolico)

### Nunzi apostolici
- José Sebastián Laboa Gallego, arcivescovo titolare di Zarai (10 marzo 1997 - 13 giugno 1998 ritirato)
- Luigi Gatti, arcivescovo titolare di Santa Giusta (13 giugno 1998 - 28 giugno 2001 nominato nunzio apostolico in Libano)
- Luigi Conti, arcivescovo titolare di Graziana (8 agosto 2001 - 5 giugno 2003 ritirato)
- Félix del Blanco Prieto, arcivescovo titolare di Vannida (24 giugno 2003 - 28 luglio 2007 nominato elemosiniere di Sua santità)
- Tommaso Caputo, arcivescovo titolare di Otricoli (3 settembre 2007 - 10 novembre 2012 nominato prelato di Pompei)
- Aldo Cavalli, arcivescovo titolare di Vibo Valentia (13 aprile 2013 - 21 marzo 2015 nominato nunzio apostolico nei Paesi Bassi)
- Alessandro D'Errico, arcivescovo titolare di Carini (10 giugno 2017 - 30 aprile 2022 dimesso)
- Savio Hon Tai-Fai, S.D.B., arcivescovo titolare di Sila, dal 18 maggio 2023